# Agoliinus setchan
Agoliinus setchan är en skalbaggsart som beskrevs av Masumoto 1984. Agoliinus setchan ingår i släktet Agoliinus och familjen Aphodiidae. Inga underarter finns listade i Catalogue of Life.